# Malabaila quarrei
Malabaila quarrei är en flockblommig växtart som beskrevs av C.Norman. Malabaila quarrei ingår i släktet Malabaila och familjen flockblommiga växter. Inga underarter finns listade i Catalogue of Life.